# Unione Sportiva Cremonese 2002-2003
Questa pagina raccoglie le informazioni riguardanti l'Unione Sportiva Cremonese nelle competizioni ufficiali della stagione 2002-2003.

## Stagione
Nella stagione 2002-2003 la Cremonese ha disputato il campionato di Serie C2, girone A, classificandosi sesta con 50 punti, nel torneo che ha sancito la promozione in Serie C1, di Pavia e Novara. Il nocchiero della stagione scorsa Montorfano torna alla Beretti, sulla panchina cremonese arriva Claudio Maselli una vita nel Genoa, come giocatore e allenatore. L'inizio del torneo infiamma lo Zini, 10 punti in 4 partite, ma è un fuoco di paglia, la squadra grigiorossa finisce il campionato in sesta posizione, ma non è mai stata in lotta per i playoff. Il 24 marzo 2003 la Cremonese festeggia i cento anni di vita con una serie di attività celebrative, tra le quali spicca la partita che raccoglie allo Zini tutte le vecchie glorie, da Cabrini a Vialli, alla presenza di 7000 spettatori. In Coppa Italia la Cremonese disputa il girone C del primo turno, vinto dal Monza.

## Rosa
| N. |                    | Ruolo | Calciatore        |
| -- | ------------------ | ----- | ----------------- |
|    | Italia (bandiera)  | C     | Mauro Aiolfi      |
|    | Romania (bandiera) | A     | Mihai Baicu       |
|    | Italia (bandiera)  | D     | Mauro Bertoni     |
|    | Italia (bandiera)  | P     | Giorgio Bianchi   |
|    | Italia (bandiera)  | C     | Andrea Coletto    |
|    | Italia (bandiera)  | D     | Filippo De Mattei |
|    | Italia (bandiera)  | D     | Cristian Forlani  |
|    | Italia (bandiera)  | D     | Andrea Fusco      |
|    | Italia (bandiera)  | P     | Daniele Goffi     |
|    | Italia (bandiera)  | D     | Angelo Iorio      |
|    | Camerun (bandiera) | A     | Thomas Job        |
|    | Italia (bandiera)  | D     | Pierpaolo Lanati  |

| N. |                    | Ruolo | Calciatore             |
| -- | ------------------ | ----- | ---------------------- |
|    | Italia (bandiera)  | C     | Oscar Lasagni          |
|    | Italia (bandiera)  | C     | Romano Mantovani       |
|    | Italia (bandiera)  | D     | Andrea Manucci         |
|    | Italia (bandiera)  | A     | Mattia Marchesetti     |
|    | Italia (bandiera)  | D     | Daniele Marcucci       |
|    | Italia (bandiera)  | A     | Angelo Montrone        |
|    | Camerun (bandiera) | A     | Jean Mekongo Ondoa     |
|    | Italia (bandiera)  | A     | Marco Pau              |
|    | Italia (bandiera)  | D     | Emanuele Pennacchioni  |
|    | Italia (bandiera)  | D     | Maurizio Ragnoli       |
|    | Italia (bandiera)  | C     | Pier Giovanni Rutzittu |
|    | Italia (bandiera)  | A     | Luca Tabbiani          |

## Risultati

### Campionato

#### Girone di andata
| Cremona 1º settembre 2002 1ª giornata | Cremonese         | 0 – 0 | Pro Vercelli | Stadio Giovanni Zini\| Arbitro: \| Latella (Potenza) \| |
| Arbitro:                              | Latella (Potenza) |       |              |                                                         |

| Arbitro: | Marti (Modena) |

|         |           |           |
| Job 51’ | Marcatori | 64’ Nardi |

| Arbitro: | Ciampi (Roma) |

|                                              |           |  |
| M. Pau 17’, 73’ Job 65’ (rig.), 90+1’ (rig.) | Marcatori |  |

| Arbitro: | C. Rodomonti (Teramo) |

|  |           |              |
|  | Marcatori | 47’ Rutzittu |

| Arbitro: | Masin (Cervignano del Friuli) |

|                        |           |  |
| M. Pau 39’ Coletto 78’ | Marcatori |  |

| Arbitro: | Padovan (Conegliano) |

|                        |           |             |
| Inacio 11’ Rossini 77’ | Marcatori | 55’ Manucci |

| Arbitro: | D'Aguanno (Marsala) |

|                                     |           |              |
| Amato 18’ (rig.) D. Fava 70’ (rig.) | Marcatori | 20’, 44’ Job |

| Arbitro: | Ferrandini (Sondrio) |

|                                                   |           |               |
| De Mattei 17’ Marchesetti 43’ Tabbiani 56’ (rig.) | Marcatori | 75’ L.Corradi |

| Arbitro: | Giannoccaro (Lecce) |

|            |           |  |
| Caridi 19’ | Marcatori |  |

| Arbitro: | Guerriero (Catanzaro) |

|              |           |                 |
| Tabbiani 56’ | Marcatori | 70’ (rig.) Pasa |

| Arbitro: | Barbirati (Ferrara) |

|           |           |                |
| Manni 69’ | Marcatori | 90+1’ Tabbiani |

| Arbitro: | Marti (Modena) |

|  |           |           |
|  | Marcatori | 82’ Pasca |

| Cremona 24 novembre 2002 13ª giornata | Cremonese       | 0 – 0 | Thiene | Stadio Giovanni Zini\| Arbitro: \| Salati (Trento) \| |
| Arbitro:                              | Salati (Trento) |       |        |                                                       |

| Arbitro: | Caristia (Siracusa) |

|           |           |           |
| Maiolo 9’ | Marcatori | 38’ Iorio |

| Cremona 8 dicembre 2002 15ª giornata | Cremonese         | 0 – 0 | Novara | Stadio Giovanni Zini\| Arbitro: \| Damato (Barletta) \| |
| Arbitro:                             | Damato (Barletta) |       |        |                                                         |

| Arbitro: | Marzaloni (Rimini) |

|                   |           |  |
| Andreini 65’, 70’ | Marcatori |  |

| Arbitro: | Zanardo (Conegliano) |

|                                                 |           |           |
| Coletto 18’ Manucci 21’ M. Pau 58’ Tabbiani 70’ | Marcatori | 37’ Fummo |

#### Girone di ritorno
| Arbitro: | Zanzi (Lugo di Romagna) |

|              |           |  |
| Ferretti 36’ | Marcatori |  |

| Arbitro: | Orsato (Schio) |

|         |           |             |
| Job 57’ | Marcatori | 39’ Zecchin |

| Arbitro: | De Luca (Pescara) |

|            |           |  |
| Zirilli 9’ | Marcatori |  |

| Arbitro: | Landolfo (Frattamaggiore) |

|              |           |              |
| Montrone 17’ | Marcatori | 90+3’ Lauria |

| Arbitro: | Di Fiore (Aosta) |

|                             |           |                    |
| Pagani 43’ Sinigaglia 90+2’ | Marcatori | 78’ M. Pau 80’ Job |

| Arbitro: | Ciampi (Roma) |

|                                 |           |  |
| Montrone 54’ Sanavio 56’ (aut.) | Marcatori |  |

| Arbitro: | Zin (Cervignano del Friuli) |

|                             |           |  |
| Job 9’ Marchesetti 65’, 78’ | Marcatori |  |

| Arbitro: | Siragusa (Acireale) |

|                             |           |         |
| Zuccon 53’ G. Carbone 90+2’ | Marcatori | 28’ Job |

| Cremona 9 marzo 2003 26ª giornata | Cremonese          | 0 – 0 | Mantova | Stadio Giovanni Zini\| Arbitro: \| Velotto (Grosseto) \| |
| Arbitro:                          | Velotto (Grosseto) |       |         |                                                          |

| Arbitro: | Marzaloni (Rimini) |

|  |           |              |
|  | Marcatori | 15’ Tabbiani |

| Arbitro: | Ongaro (Rovigo) |

|                      |           |             |
| Job 48’ Montrone 51’ | Marcatori | 13’ Pascali |

| Arbitro: | Bernardoni (Modena) |

|           |           |                 |
| Pasca 55’ | Marcatori | 74’ Marchesetti |

| Arbitro: | Italiani (L'Aquila) |

|                   |           |            |
| Giaretta 44’, 46’ | Marcatori | 47’ M. Pau |

| Arbitro: | Giordano (Caltanissetta) |

|             |           |  |
| Coletto 59’ | Marcatori |  |

| Arbitro: | Padovan (Conegliano) |

|  |           |         |
|  | Marcatori | 33’ Job |

| Arbitro: | Lena (Ciampino) |

|                 |           |           |
| Marchesetti 60’ | Marcatori | 21’ Preti |

| Arbitro: | De Luca (Pescara) |

|           |           |                             |
| Biagi 18’ | Marcatori | 2’ Marchesetti 88’ Tabbiani |

### Coppa Italia

#### Girone C
| Arbitro: | Marelli (Como) |

|              |           |            |
| Piccioni 51’ | Marcatori | 44’ M. Pau |

| 21 agosto 2002 2ª giornata |  | – Turno di riposo Cremonese |  |  |

| Arbitro: | Bernardoni (Modena) |

|              |           |  |
| Montrone 73’ | Marcatori |  |

| Arbitro: | Marchesi (Bergamo) |

|  |           |             |
|  | Marcatori | 18’ Ragnoli |

| Cremona 4 settembre 2002 5ª giornata | Cremonese          | 0 – 0 | Alzano Virescit | Stadio Giovanni Zini\| Arbitro: \| Ciliberto (Merano) \| |
| Arbitro:                             | Ciliberto (Merano) |       |                 |                                                          |